# Râul Cerna, Vardar
Râul Cerna este cel mai mare afluent de pe dreapta al Vardarului. Lungimea sa este de 207 km.
În Primul Război Mondial, pe malurile lui s-au dus două bătălii — bătăliile de la cotul Cernei din 1916⁠(d) și cea din 1917⁠(d).

## Cursul
Izvorăște din zona Țrna Dupka, în apropierea satului Jelezneț⁠(d), la o altitudine de 760 m. De la izvor și până la satul Bucin⁠(d), Cerna trece prin Demirhisarsko, și apoi, în zona satului Skocivir⁠(d) prin cea mai mare vale din țară — Pelagonia⁠(d). Prin Pelagonia, curge pe direcția nord-sud, dar din vecinătatea satului Brod face un cot și se întoarce spre direcția est și nord-est. Din satul Skocivir, începe defileul Skocivirskata⁠(d), cel mai lung defileu din Macedonia, cu o lungime de 104 km, traversând zona cea mai înaltă, Mariovo⁠(d). Prin Mariovo, Cerna are un caracter de un râu de munte, rapid, cu albie îngustă, cu maluri înalte, cu aspect de chei. În zona satului Galiște⁠(d), Cerna formează un lac de acumulare în lungime de 30 de km, deoarece înainte de ieșirea din defileu este ridicat un baraj înalt de 105 m. Deci, Cerna formează lacul Tikveșkoto⁠(d). Apele Cernei sunt folosite (în principal) pentru irigarea recoltelor și plantațiilor de viță de vie din comunele Kavadarți⁠(d) și Negotino⁠(d), dar și pentru obținerea de energie electrică. De la barajul din apropierea satului Bozarți, și până la gura de vărsare în râul Vardar, la situl arheologic antic de la Stobi⁠(d), Cerna are caracteristicile unui râu de câmpie.
Potrivit descrierilor detaliate ale revoluționarului macedonean Gjorge Petrov⁠(d) în cartea Materiale de studiu al Macedoniei, Cerna începe de la Srt, unde se formează din 3 izvoare de munte: unul coboară de pe muntele Srt și se numește Liska, izvorul ei fiind situat într-o pădure de fagi în localitatea Gospodski Bacila și, deși se află la mare altitudine, are pești, iar sătenii din satele din jur cred că râul are o legătură subterană cu un lac. Din satul Ilino, sub numele de râul Ilinska, el coboară într-o vale adâncă. Alte pâraie adună apele de pe versanții văii Jelezneț, și formează râul Zelezneț, deoarece trece prin satul cu același nume⁠(d). Al treilea afluent colectează apele de pe valea între Bigla și dealurile învecinate și se numește Sloeșticika, pentru că trece prin satul Sloeștița⁠(d). Aceste trei ape au debit redus, pentru că izvoarele sunt slabe, în satul Jelezneț, ele unindu-se într-un râu care se numește Jelezneț. În satul Jelezneț, în râu se varsă și un izvor cu o apă întunecată, tulbure. De la acel izvor, râul capătă numele de Cerna. În satul Jelezneț râul iese dintre munți la Demir Hisar. În acea zonă, primește di partea stângă apele râului Delcikata, care adună apele din Suvo Pole și de pe versanții de sud-vest ai Strmolului și Slivei. De la ea gura acesteia, Cerna curge printr-o vale îngustă. Nu departe de satul Belce, Cerna iese prin capătul de nord al miciu Slepansko Pole. Aici Cerna primește din dreapta afluentul Smilevskiot, care pornește de sub Țrn Vrv (Vârful Negru) de deasupra satului Smilevo și adună apele de pe platoul Slepceanskoto și de pe o parte din versantul estic al Biglei. Aici, Cerna este încă un pârâu de munte, dar nu poate fi încă numit râu. Zona aceasta constituie cursul său superior. Aici, râul curge puternic, dar nu este năvalnic, fiind un râu de munte în principal pentru că are o vale îngustă, ea devenind destul de orizontală de la Jelezneț în jos. Puțin mai jos, Cerna intră într-un defileu ce taie Munții Krușevo și Demir Hisar către platoul Prilep. Defileul nu este meandrat, dar este adânc, și are maluri abrupte. În platoul Prilep, ajunge la satul Bucin, de la care zona și-a tras denumirea de „cheile Bucinului”. În platoul Prilep, Cerna curge pe la poalele muntelui Krusevo, prin defileu. Albia este superficială. În satul Cepigovo, dinspre stânga primește apele râului Blato. În satul Topolceani, Cerna intră în platoul Bitola și continuă să curgă pe la poalele capătului sudic al Muntelui Selecika. Imediat după acest punct, râul cotește spre sud și face un unghi mare. Cerna are aici caracter montan, dar pe o scară mult mai mare ca mai sus. Pe timp de iarnă, este un râu mare, dar vara aproape seacă. Talvegul are o adâncime de aproape 1-2 înălțimi de om, și malul este mai ușor de escaladat. Toat iarna este plin cu apă, iar primăvara și toamna, odată cu topirea zăpezilor de pe munții din jur sau când plouă abundent, râul se revarsă și inundă zona până la o distanță de jumătate de oră de mers. Pentru că malurile din zona mai joasă a platoului sunt mici, iar locul din apropiere este șes, la sfârșitul secolului al XIX-lea zona era foarte mlăștinoasă. Cea mai mare mlaștină era între satele: Logovardi, Novați, Ribarți și Opticeari. Acestea se află pe ambele maluri ale râului. În Pelagonia⁠(d) primește trei mari afluenți: Șemnița, Dragov și Sakuleva. În satul Skocivir, Cerna iese din platou și intră în Mariovo. El taie platoul în lungime printr-o vale sălbatică, meandrată și adâncă cu albia pietroasă și cu maluri abrupte, după care iese printr-un defileu îngust în platoul Tikveșkoto. Aici apele sale curg liber într-o vale largă, acoperită cu orezării. Vara, aici Cerna abia acoperă picioarele până la genunchi. Pentru că nu există niciun pod, pe aici râul se trece doar cu barca. Cerna se varsă în râul Vardar sub gara Krivolak. Iarna, Cerna aduce în Vardar la fel de multă apă cât curge și prin el. Cerna este cel mai mare afluent al Vardarului și al patrulea râu ca mărime și importanță din Macedonia, după Vardar, Țrn Drim și Bistrița (Aliakmon).

## Afluenții
Cerna are douăzeci de afluenți mai lungi de 10 km: Boișka, Stara⁠(en)[traduceți], Șemința⁠(d), Dragov⁠(d), Kraeșka, Vir, Lajecika, Ielașka⁠(d), Konarska⁠(d), Trnovcița, Gradeșka⁠(d), Buturița⁠(d), Blașița, Kamenica, Jaba⁠(d), Jureșnița, Blato, Krușeicika, Dunska⁠(d) și Raeț⁠(d).

## Caracteristici și importanță
Cerna are o importanță hidroenergetică mare, mai ales în Скочивирската Râpă. În general, însă, energia sa nu este complet exploatată, existând planuri de extindere. Pe cursul Cernei sunt construite 35 de lacuri de acumulare, dintre care principalele sunt: Tikveșko⁠(d), Strejevsko⁠(d) și Suvodol, iar altele sunt mai mici. Apele Cernei sunt folosite pentru irigare, pentru producția de energie electrică (CHE „Tikveș”), pentru pescuit și creșterea peștilor, pentru sport si recreere și pentru alte scopuri.